# Nadoba
Nadoba est un village touristique situé au nord-est du Togo à 43 km de la ville de Kara dans la préfecture de la Kéran 

## Géographie
Nadoba est situé à environ 43 km au nord de Kara, dans la région de la Kara

## Vie économique
le village abrite un grand marché qui s'anime tous les mercredis

## Lieux publics
- École primaire

## Monuments et sites
- Mosquée